# Geoffrey Pullum
Geoffrey Keith Pullum (ur. 8 marca 1945 w Irvine) – brytyjsko-amerykański językoznawca, specjalista w dziedzinie języka angielskiego. Do jego zainteresowań naukowo-badawczych należą: składnia, fonetyka, filozofia językoznawstwa. Profesor emeritus językoznawstwa ogólnego na Uniwersytecie Edynburskim.
Autor artykułów ukazujących się na blogu „Language Log”.

## Życiorys
W 1968 roku podjął studia na Uniwersytecie w Yorku; w 1972 roku uzyskał bakalaureat. Następnie przebywał na studiach podyplomowych w King’s College, Cambridge (1973–1974); od 1974 roku wykładał językoznawstwo na University College London. W 1976 roku uzyskał doktorat z językoznawstwa ogólnego na podstawie rozprawy pt. Rule Interaction and the Organization of a Grammar (wyd. książkowe 1979).
W okresie 1980–1981 wykładał gościnnie na Uniwersytecie Waszyngtońskim i Uniwersytecie Stanforda. W latach 1981–2007 pracował jako profesor lingwistyki na Uniwersytecie Kalifornijskim w Santa Cruz. 
W 2007 r. został członkiem Linguistic Society of America. Został zatrudniony jako profesor językoznawstwa ogólnego na Uniwersytecie Edynburskim; od 2009 r. jest członkiem Akademii Brytyjskiej.

## Wybrana twórczość
- Gerald Gazdar, Ewan Klein, Geoffrey Pullum, Ivan Sag (1985). Generalized Phrase Structure Grammar. Basil Blackwell, Oxford. ISBN 0-631-13206-6
- Geoffrey Pullum (1991). The Great Eskimo Vocabulary Hoax and Other Irreverent Essays on the Study of Language, University of Chicago Press. ISBN 0-226-68534-9.
- Geoffrey Pullum, William A. Ladusaw (1996). Phonetic Symbol Guide, University of Chicago Press. ISBN 0-226-68535-7
- Rodney Huddleston, Geoffrey Pullum (2002). The Cambridge Grammar of the English Language, Cambridge University Press. ISBN 0-521-43146-8
- Rodney Huddleston, Geoffrey Pullum (2005). A Student's Introduction to English Grammar, Cambridge University Press. ISBN 0-521-61288-8
- Mark Liberman, Geoffrey Pullum (2006). Far from the Madding Gerund and Other Dispatches from the Language Log, William, James & Company. ISBN 1-59028-055-5